# 吳自新
吳自新（1534年—1593年），字伯恒，號韞菴，應天府江寧縣民籍，直隸祁門縣人，明朝政治人物。

## 生平
嘉靖四十三年（1564年）甲子科應天府鄉試第八名舉人。隆慶二年（1568年）中式戊辰科二甲第六十九名進士。初授工部都水司主事，升郎中，负责督治漕河工程，擢杭州府知府。六年正月升浙江按察司副使、整飭溫處兵備，九年二月升本省左参政，总理粮储，十一年闰二月升按察使，十六年正月升浙江右布政使，七月轉左布政。十八年四月入爲太常寺少卿。萬曆十八年（1590年）六月擢都察院右副都御史、巡撫河南，二十年七月陞南京刑部右侍郎，二十一年卒于官，賜祭葬。

## 藏書
吴自新一生嗜读书，晚年尤好易学。嗜書，曾辟“玩易窝”、“万卷楼”以藏書。

## 家族
曾祖吳佳；祖父吳節，壽官；父吳明德，母李氏；繼母徐氏。重庆下。弟自振、自學、自修、自弘、自强。子吴汝琦、吴汝璟（舉人）。